# Time (Unix)
time是一个Unix操作系统上的命令。它可以用于确定执行特定命令持续的时间。

## 用法
要使用该命令，只需在任何命令前加上time，如：
```
time
 
ls

```

当命令完成时，time
将计算并报告执行ls命令所花费的用户CPU时间、系统CPU时间和真实时间。不同版本的命令输出格式不一，有的会给予额外的统计数据，如下面的例子：
```
 
$
 
time
 
host
 
wikipedia.org

 
wikipedia.org
 
has
 
address
 
207
.142.131.235

 
0
.000u
 
0
.000s
 
0
:00.17
 
0
.0%
      
0
+0k
 
0
+0io
 
0pf+0w

 
$

```

time(1) 可以作为一个独立的程序存在（如GNU time）或作为shell内建命令（例如在tcsh或zsh中）。

## 用户时间与系统时间
第一次看到时，术语“用户CPU时间”可以会有点误导。需要明确的是，总CPU时间是指CPU花费在程序执行操作的时间，及CPU花费在内核为该程序执行系统调用的时间组合。当程序在数组中循环时，将累加到用户CPU时间。相反，当一个程序执行如exec或fork系统调用时，将累加到系统CPU时间。

## 真实时间与CPU时间
在这里，术语“真实时间”指的是“挂钟”经过的时间，就像用秒表计时一样。总CPU时间（用户时间+系统时间）可能会大于或小于该值。因为一个程序可能会花时间来等待，并且不执行操作（无论是在用户还是系统模式中），实际时间可能大于总CPU时间。因为程序可能会fork子程序，而他们的CPU时间（用户和系统）会被加到time报告的值，总CPU时间可能大于实际的时间。

## 操作方法
根据time的GNU实现源代码，大多数显示的信息是从wait3系统调用派生的。在没有wait3调用返回状态信息的系统中，将使用times调用代替。